# 中川剛 (小説家)
中川 剛（なかがわ ごう、1934年9月24日 - 1995年2月12日）は日本の憲法学者、行政法学者、行政学者、小説家。

## 人物
大連生まれ。1957年に京都大学法学部を卒業。同大学院公法科修了、68年「権力分立制の変貌」で法学博士。大阪府立大学講師、1967年広島大学法学部助教授、教授。行政法学者の中川丈久は息子。
表現の自由は、他の諸権利・自由に優越する価値を有さないとする説を唱えた（「表現の自由の経済的価値（上）（下）」『書斎の窓』1985年11月号・12月号）。これに反対する代表的な論者として奥平康弘がいる（「なぜ「表現の自由」か」東京大学出版会1988）。
中川 裕朗（なかがわ ゆうろう）名義で小説を執筆した。1962年、「一九三三年二月二十日の死」で第15回文學界新人賞佳作。1987年、『猟人の眠り』で第7回サントリーミステリー大賞佳作賞を受賞。
京都大学の応援歌「新生の息吹」の作詞者（京都大学#学歌参照）。

## 著書

### 法律書
- 『権力分立制の変貌（広島大学政経学部政治経済研究所』（［広島大学政治経済研究双書］、1967年）
- 『立憲主義の研究 アメリカにおける展開およびその伝統と各国への継受を素材として』（法律文化社、 1972年/増訂版、1986年）
- 『行政一般法』（法律文化社、1973年）
- 『行政権の研究』（良書普及会、1978年）
- 『町内会 日本人の自治感覚』（中公新書、1980年）
- 『行政評論-地縁・文化と法感覚』（三省堂 1982年）
- 『海洋型アジア文化の基層』（勁草書房 1983年）
- 『憲法を読む』（講談社現代新書、1985年）
- 『行政理論と文化基盤』（三省堂、1986年）
- 『不思議のフィリピン 非近代社会の心理と行動 』（日本放送出版協会［NHKブックス］、1986年）
- 『日本国憲法への質問状』（PHP研究所、1986年）
- 『日本人の法感覚』（講談社現代新書、1989年）
- 『地方自治制度史』（学陽書房 1990年）
- 『基本的人権の考え方』（有斐閣、1991年）
- 『ガリバーの贈り物（読売新聞社、1994年）
- 『憲法評論 民族神話を超えて』（信山社出版、1996年）
- 『文学のなかの法感覚』（信山社出版、1997年）

共著
- 『現代憲法大系 第10巻 憲法と行政権』手島孝共著（法律文化社、1992年）

### 小説
- 『昨日と明日のエバ』（審美社、1968年）
- 『キャンパス殺人事件』（三一書房、1979年）
- 『ホームズは女だった わがシャーロッキアーナ』（早川書房、1980年）
- 『古事記オペラ』（三一書房、 1980年）
- 『四・三光年の地上で　幻想小説集』（河出書房新社、1985年）
- 『猟人の眠り』（文藝春秋、 1989年）
- 『ロートレックの処刑台』（文藝春秋、1990年）

翻訳
- 『シャーロック・ホームズの災難』エラリイ・クイーン編 中川裕朗,乾信一郎訳 ハヤカワ・ミステリ文庫 1984

### エッセイ
- 蝶のように夢み燕のように語り : 三分間エッセー（ぎょうせい, 1983年）

## 論文
- <中川剛